# Lino Lardo
Lino Lardo (Albenga, 16 luglio 1959) è un allenatore di pallacanestro ed ex cestista italiano.

## Carriera

### Giocatore

Lardo in azione con la maglia della Glaxo Verona nel novembre 1989.

Lino Lardo è passato al ruolo di allenatore dopo una buona carriera di giocatore professionista nel ruolo di playmaker. Ha giocato due anni in A1, esordio con Torino nel 1982, e sei in A2 per poi scendere in serie B dove ha chiuso la carriera nel 1996 a Bergamo.

### Allenatore
A Bergamo è rimasto per fare l'assistente a Carlo Recalcati nella stagione 1996-97 e dopo un anno di apprendistato è diventato capo allenatore. Ha lasciato Bergamo nel 2001 dopo aver conquistato una storica promozione in serie A2 ed è approdato in serie A alla Muller Verona. Sono seguite due buone stagioni a Reggio Calabria che gli hanno fatto guadagnare, oltre al trofeo di Miglior Allenatore dell'Anno, la chiamata dell'Olimpia Milano.
A Milano già alla prima stagione è arrivato alla finale scudetto che l'Olimpia perse 3-1 contro la Fortitudo Bologna.
L'ottimo risultato conseguito non lo ha salvato dall'esonero nella stagione seguente, caratterizzata da problemi di amalgama della squadra. Viene sostituito da Sasha Djordjevic, che alla fine della stagione avrà un record vittorie-sconfitte analogo a quello del suo predecessore.
Nel 2006 si è trasferito alla Nuova Sebastiani Rieti in Legadue e ha vinto la coppa Italia di categoria ed il campionato, riportando Rieti in serie A dopo quasi un quarto di secolo.
Nel giugno 2009, attraverso il sito web della Sebastiani Rieti, la società fa sapere della rescissione del contratto con Lardo.
Il 24 giugno 2009 viene annunciato e presentato come il nuovo allenatore della Virtus Bologna, società con cui firma un contratto biennale.
Il 14 luglio 2011 viene nominato allenatore della Virtus Roma, ruolo che gli è stato tolto il 27 gennaio 2012.
La sua carriera è proseguita in Medio Oriente, nel febbraio 2013 si è infatti accordato con i libanesi dell'Amchit, per poi trasferirsi nuovamente in Italia per allenare la Pallacanestro Trapani. Il 23 maggio 2015 lascia, dopo due stagioni, la squadra siciliana. Il 19 giugno seguente diventa il nuovo coach della Amici Pallacanestro Udinese, con la quale ottiene la promozione in serie A2. Lascia la squadra friulana il 29 maggio 2018, dopo aver raggiunto i quarti dei play-off. Dal 26 Giugno 2020 Lino Lardo è il nuovo Capo Allenatore della Nazionale Senior Femminile, biennale il contratto part time che lo lega alla FIP. Il tecnico ligure succede ad Andrea Capobianco ed è il 25º capo allenatore nella storia della selezione femminile Azzurra. 
Il 20 maggio 2021 viene ingaggiato come Capo allenatore della Virtus Bologna Femminile.

## Attività da giocatore non professionista
Durante la stagione in cui ha guidato il sodalizio di Gaetano Papalia ad un passo dai play-off di A1, Lino ha partecipato insieme ad Antonello Riva al campionato UISP di Pallacanestro in seno all'Avens Basket Rieti, vincendo il girone reatino della Serie A2 ed arrivando ad un passo dalla FinalFour Regionale.

## Palmarès

### Allenatore
- Coppa Italia di Legadue: 1
 Nuova A.M.G. Sebastiani Basket Rieti: 2007
- Miglior allenatore della Serie A: 1
 Viola R. Calabria: 2003